# World Series of Poker Europe 2019
Le World Series of Poker Europe 2019 (WSOPE) si sono tenute dal 13 ottobre al 4 novembre 2019 al King's Casino di Rozvadov in Repubblica Ceca. Si è trattato della 11ª edizione delle WSOPE.
Sono stati assegnati 15 braccialetti delle World Series of Poker. Il torneo principale, ossia il € 10.350 No Limit Hold'em Main Event è stato vinto dal greco Alexandros Kolonias.

## Eventi
| Evento | Nome                                             | Iscritti | Vincitore            | Premio (€) | Ultimo giocatore eliminato |
| ------ | ------------------------------------------------ | -------- | -------------------- | ---------- | -------------------------- |
| 1      | € 350 Opener No Limit Hold'em                    | 1.011    | Renat Bohdanov       | 53654 €    | Norbert Mosonyi            |
| 2      | € 550 Pot Limit Omaha 8-Handed                   | 476      | Dash Dudley          | 51600 €    | Christopher Back           |
| 3      | € 1.350 Mini Main Event No Limit Hold'em         | 766      | Vangelis Kaimakamis  | 167056 €   | Shahar Levi                |
| 4      | € 250.000 Super High Roller No Limit Hold'em     | 30       | James Chen           | 2844215 €  | Chin Wei Lim               |
| 5      | € 2.500 8-Game Mix                               | 71       | Espen Sandvik        | 75246 €    | Ville Haavisto             |
| 6      | € 25.500 Short Deck High Roller No Limit Hold'em | 111      | Siamak Tooran        | 740992 €   | Thai Ha                    |
| 7      | € 1.100 Turbo Bounty Hunter No Limit Hold'em     | 377      | Tomas Fara           | 59904 €    | Nisad Muratovic            |
| 8      | € 25.500 Platinum High Roller No Limit Hold'em   | 83       | Kahle Burns          | 596883 €   | Sam Trickett               |
| 9      | € 1.650 Pot Limit Omaha/No Limit Hold'em Mix     | 279      | Asi Moshe            | 97465 €    | Kristoffer Rasmussen       |
| 10     | € 25.500 Mixed Games Championship                | 45       | Besim Hot            | 385911 €   | Phil Hellmuth              |
| 11     | € 2.200 Pot Limit Omaha                          | 271      | Tomas Ribeiro        | 128314 €   | Omar Eljach                |
| 12     | € 100.000 Diamond High Roller No Limit Hold'em   | 72       | Chin Wei Lim         | 2172104 €  | Jean-Noël Thorel           |
| 13     | € 2.500 Short Deck No Limit Hold'em              | 179      | Kahle Burns          | 101834 €   | Manig Loeser               |
| 14     | € 10.350 No Limit Hold'em Main Event             | 541      | Alexandros Kolonias  | 1133678 €  | Claas Segebrecht           |
| 15     | € 550 Colossus No Limit Hold'em                  | 2.738    | Bertrand Grospellier | 190375 €   | Avraham Dayan              |

### Main Event
| Posizione | Nome                | Premio (€) |
| --------- | ------------------- | ---------- |
| 1         | Alexandros Kolonias | 1133678 €  |
| 2         | Claas Segebrecht    | 700639 €   |
| 3         | Anony Zinno         | 485291 €   |
| 4         | Dario Sammartino    | 341702 €   |
| 5         | Anh Do              | 244653 €   |
| 6         | Rifat Palevic       | 178171 €   |
| 7         | Julien Martini      | 132017 €   |
| 8         | Jakob Madsen        | 99555 €    |